# Castela peninsularis
Castela peninsularis är en bittervedsväxtart som beskrevs av Joseph Nelson Rose. Castela peninsularis ingår i släktet Castela och familjen bittervedsväxter. Inga underarter finns listade i Catalogue of Life.